# Guilherme Marinato
Guilherme Alvim Marinato (Cataguases, Brasil, 12 de diciembre de 1985), o simplemente Guilherme, es un exfutbolista ruso-brasileño que jugaba como portero. Desde marzo de 2025 es coordinador de la formación de porteros del fútbol base del F. C. Lokomotiv Moscú.

## Carrera
Cuando era niño, Guilherme jugaba al fútbol sala, y fue entonces cuando se hizo portero.
Hizo su debut profesional con el Atlético Paranaense en una derrota 0-1 ante el Nacional Atlético Clube en un partido del Campeonato Paranaense el 13 de febrero de 2005. Guilherme había sido ascendido de la cantera del club y jugó 18 partidos de liga y tres partidos de la Copa de Brasil en la temporada 2007.
En agosto de 2007, Guilherme firmó un contrato de cinco años con el Lokomotiv Moscú. Guilherme se convirtió en el primer portero brasileño en el fútbol ruso. En 2007 no jugó un solo partido con el primer equipo, y jugó sólo tres partidos para el equipo reserva.
Guilherme debutó con el primer equipo el 12 de julio de 2009, en un partido de la Liga Premier de Rusia jugado en casa contra el Tom Tomsk cuyo resultado fue de 0-0, desde entonces ha sido el portero titular del Lokomotiv Moscú. En 2010, Guilherme cambió su camiseta número 85 para utilizar el dorsal número 1. Jugó los 30 partidos de liga durante la temporada. El 19 de agosto de 2010 Guilherme debutó en UEFA Europa League contra el Lausana.
Durante el campamento de invierno en Chipre en febrero de 2013 Guilherme fue nombrado capitán del Lokomotiv por el entrenador Slaven Bilić. En julio de 2013 Guilherme ganó un concurso mensual entre los aficionados del Lokomotiv y fue nombrado jugador del mes.

## Vida personal
El 12 de diciembre de 2009, día de su cumpleaños, Guilherme se casó con Rafaela. Ellos tienen una hija joven llamada María Fernanda. Su ídolo en el fútbol es el portero Júlio César.

## Clubes
| Club                  | País   | Año       | Partidos | Goles |
| --------------------- | ------ | --------- | -------- | ----- |
| Atlético Paranaense   | Brasil | 2005-2007 | 21       | 0     |
| F. C. Lokomotiv Moscú | Rusia  | 2007-2024 | 387      | 0     |

## Palmarés

### Títulos estatales
| Título                | Club                | Estado | Año  |
| --------------------- | ------------------- | ------ | ---- |
| Campeonato Paranaense | Atlético Paranaense | Paraná | 2005 |

### Títulos nacionales
| Título                | Club                  | País  | Año     |
| --------------------- | --------------------- | ----- | ------- |
| Copa de Rusia         | F. C. Lokomotiv Moscú | Rusia | 2014-15 |
| Copa de Rusia         | F. C. Lokomotiv Moscú | Rusia | 2016-17 |
| Liga Premier de Rusia | F. C. Lokomotiv Moscú | Rusia | 2017-18 |
| Copa de Rusia         | F. C. Lokomotiv Moscú | Rusia | 2018-19 |
| Supercopa de Rusia    | F. C. Lokomotiv Moscú | Rusia | 2019    |
| Copa de Rusia         | F. C. Lokomotiv Moscú | Rusia | 2020-21 |